# Мухин, Анатолий Фёдорович
Анато́лий Фёдорович Му́хин (8 февраля 1924, Серпухов, Московская губерния — 1 марта 1979, Рига) — полковник Советской Армии, участник Великой Отечественной войны, Герой Советского Союза (1946).

## Биография
Анатолий Мухин родился 8 февраля 1924 года в Серпухове. Окончил восемь классов школы, занимался в аэроклубе. В августе 1941 года Мухин был призван на службу в Рабоче-крестьянскую Красную Армию. В 1943 году окончил Вязниковскую военную авиационную школу пилотов. С июля того же года — на фронтах Великой Отечественной войны.
К концу войны гвардии старший лейтенант Анатолий Мухин командовал звеном 177-го гвардейского истребительного авиаполка 14-й гвардейской истребительной авиадивизии 3-го гвардейского истребительного авиационного корпуса 5-й воздушной армии 2-го Украинского фронта. К тому времени он совершил 230 боевых вылетов, принял участие в 45 воздушных боях, сбив 19 вражеских самолётов лично и ещё 1 — в составе группы.
Указом Президиума Верховного Совета СССР от 15 мая 1946 года за «мужество и героизм, проявленные в воздушных боях с немецкими захватчиками» гвардии старший лейтенант Анатолий Мухину был удостоен высокого звания Героя Советского Союза с вручением ордена Ленина и медали «Золотая Звезда».
После окончания войны Мухин продолжил службу в Советской Армии. В 1954 году он окончил Высшие лётно-тактические курсы усовершенствования офицерского состава. В 1957 году в звании подполковника он был уволен в запас, позднее получил звание полковника запаса. Проживал и работал в Риге. Умер 1 марта 1979 года.

## Награды
Был также награждён двумя орденами Красного Знамени, орденами Отечественной войны 1-й и 2-й степеней, орденом Красной Звезды (1956) рядом медалей.